# Starrcade 1985
Starrcade '85: The Gathering è stato la terza edizione dell'annuale evento Starrcade prodotto dalla Jim Crockett Promotions sotto l'insegna della National Wrestling Alliance (NWA). Si svolse il 28 novembre 1985 al Greensboro Coliseum di Greensboro, Carolina del Nord e al The Omni di Atlanta, Georgia.
Il main event dello show fu l'atteso incontro che vide contrapposti Ric Flair e Dusty Rhodes per il titolo NWA World Heavyweight Championship. Il feud tra i due ebbe un'impennata quando Flair ruppe una caviglia a Rhodes in settembre. Dopo quell'evento, Flair formò la stable dei Four Horsemen, e proseguì la rivalità con Rhodes. Altri match di rilievo furono Magnum T.A. contro Tully Blanchard in un "I Quit" steel cage match con in palio l'NWA United States Heavyweight Championship, e The Rock 'n' Roll Express contro Ivan & Nikita Koloff in uno Steel Cage Match per i titoli NWA World Tag Team Championship.

## Antefatto
Il feud di punta di questa edizione di Starrcade fu quello tra Ric Flair e Dusty Rhodes per la conquista dell'NWA World Heavyweight Championship. Flair era nel mezzo del suo terzo regno da campione, che durava da oltre un anno. Il 29 settembre al The Omni di Atlanta, dopo che Flair aveva sconfitto Nikita Koloff nel corso di uno steel cage match, Nikita ed Ivan Koloff lo avevano aggredito fino a quando Rhodes sopraggiunse a salvarlo. In tutta risposta,
Flair, invece di ringraziarlo, insieme a Ole e Arn Anderson appena giunti sulla scena, iniziò a colpire Dusty. Flair ruppe la caviglia sinistra a Rhodes eseguendo su di lui un diving knee drop, seguito dalla figure four leglock.
La precedente edizione di Starrcade si era svolta al Greensboro Coliseum, ma per questa edizione venne deciso per la prima volta di dividere lo show in due location diverse. Nel 1985, la World Wrestling Federation, rivale emergente della Jim Crockett Promotions, creò il ppv WrestleMania, riscuotendo immediato successo. La WrestleMania dell'anno dopo, WrestleMania 2, fu concepita in maniera simile a Starrcade '85, con ben tre location differenti.

### Promo "Hard Times"
Uno degli esempi più celebri dell'istrionismo e del talento di Dusty Rhodes è il promo cosiddetto "Hard Times" girato durante la rivalità con Ric Flair in prossimità del loro match a Starrcade '85: 
You don't know what hard times are daddy. Hard times are when the textile workers around this country are out of work, they got 4 or 5 kids and can’t pay their wages, can't buy their food. Hard times are when the auto workers are out of work and they tell 'em to go home. And hard times are when a man has worked at a job for thirty years, thirty years, and they give him a watch, kick him in the butt and say "hey a computer took your place, daddy", that's hard times! That's hard times! And Ric Flair you put hard times on this country by takin' Dusty Rhodes out, that's hard times. And we all had hard times together, and I admit, I don't look like the athlete of the day supposed to look. My belly's just a lil' big, my heiny's a lil' big, but brother, I am bad. And they know I'm bad. There were two bad people... One was John Wayne and he's dead brother, and the other's right here. Nature Boy Ric Flair, the World's Heavyweight title belongs to these people. I'mma reach out right now, I want you at home to know my hand is touchin' your hand for the gathering of the biggest body of people in this country, in this universe, all over the world now, reachin' out because the love that was given me and this time I will repay you now. Because I will be the next World's Heavyweight Champion on this hard time blues. Dusty Rhodes tour, '85.
And Ric Flair, Nature Boy... Let me leave you with this. One way to hurt Ric Flair, is to take what he cherishes more than anything in the world and that's the World's Heavyweight title. I'm gon' take it, I been there twice. This time when I take it daddy, I'm gon' take it for you. Let's gather for it. Don't let me down now, 'cause I came back for you, for that man upstairs that died 10-12 years ago and never got the opportunity to see a real World’s Champion. And I'm proud of you, thank god I have you, and I love you. I love you!»
Tu non sai cosa siano i "tempi duri", paparino. I "tempi duri" sono quando gli operai tessili di tutto il Paese sono disoccupati, hanno quattro o cinque bambini a casa e non possono mantenerli, non possono comprare loro da mangiare. I "tempi duri" sono quando i lavoratori del settore auto sono senza lavoro e gli dicono "andate a casa". E i "tempi duri" arrivano quando un uomo che ha lavorato nello stesso posto di lavoro per trent'anni, trent'anni, a un certo punto gli danno un orologio, un calcio nel culo e poi gli dicono: "Ehi, un computer ha preso il tuo posto", questi sono "tempi duri"! Questi sono "tempi duri"! E Ric Flair, tu hai fatto arrivare i "tempi duri" in questo Paese da quando hai messo fuori combattimento Dusty Rhodes, questi sono "tempi duri". E tutti noi abbiamo avuto momenti difficili, e lo ammetto, io non ho l'aspetto dell'atleta del giorno che si suppone dovrei avere. La mia pancia è un po' più grande, il mio sedere è troppo largo, ma fratello, io sono cattivo. E loro sanno che sono cattivo. C'erano due tizi davvero cattivi... Uno era John Wayne, e lui adesso è morto, fratello, e l'altro è proprio qui davanti a te. "Nature Boy" Ric Flair, il titolo del mondo dei pesi massimi appartiene a questa gente. Ho intenzione di stendere le braccia in questo momento, voglio che tu sia a casa per sapere che la mia mano sta toccando la tua per il raduno del più grande gruppo di persone in questo Paese, in questo universo, in tutto il mondo ora, stanno allungando le proprie braccia per l'amore che mi è stato dato e questa volta vi ripagherò adesso. Perché sarò il prossimo campione del mondo dei pesi massimi in questi "tempi duri". Il tour di Dusty Rhodes, '85.
E Ric Flair, "Nature Boy"... Permettimi di lasciarti con questo. Un modo per ferire Ric Flair è quello di prendere ciò che lui custodisce più di ogni altra cosa al mondo e cioè il titolo del mondo dei pesi massimi. Sto andando a prenderlo, lo sono stato due volte. Questa volta, quando lo prendo, papà, lo prendo per te. Raduniamoci per questo. Non deludetemi adesso, perché sono tornato per voi, per quell'uomo al piano di sopra che è morto 10-12 anni fa e non ha mai avuto l'opportunità di vedere un vero campione del mondo. E sono orgoglioso di voi, grazie a Dio ho voi, e vi voglio bene. Vi amo!»
(Dusty Rhodes, Mid-Atlantic Wrestling, 29 ottobre 1985)

## Risultati
| N. | Risultati dal Greensboro Coliseum | Stipulazione                                                                | Durata |
| -- | --- | --------------------------------------------------------------------------- | ------ |
| 1  | Krusher Khruschev sconfigge Sam Houston                                                                                                  | Single match per il vacante NWA Mid-Atlantic Heavyweight Championship       | 09:30  |
| 2  | Ron Bass sconfigge Black Bart (con James J. Dillon)                                                                                      | Texas Bullrope match                                                        | 08:34  |
| 3  | James J. Dillon (con Black Bart) sconfigge Ron Bass                                                                                      | Texas Bullrope match                                                        | 03:29  |
| 4  | Buddy Landel (con James J. Dillon) sconfigge Terry Taylor (c)                                                                            | Single match per il NWA National Heavyweight Championship                   | 10:30  |
| 5  | Magnum T.A. sconfigge Tully Blanchard (c) (con Baby Doll)                                                                                | "I Quit" steel cage match per il NWA United States Heavyweight Championship | 14:43  |
| 6  | The Rock 'n' Roll Express (Ricky Morton e Robert Gibson) (con Don Kernodle) sconfiggono Ivan e Nikita Koloff (c) (con Krusher Khruschev) | Steel cage match per il NWA World Tag Team Championship                     | 12:22  |
| N. | Risultati dal The Omni | Stipulazioni                                                                | Durata |
| 7  | Manny Fernandez sconfigge Abdullah the Butcher (con Paul Jones)                                                                          | Mexican Death match                                                         | 09:07  |
| 8  | Billy Graham sconfigge The Barbarian (con Paul Jones) per squalifica                                                                     | Arm wrestling match                                                         | n/a    |
| 9  | Billy Graham sconfigge The Barbarian (con Paul Jones) per squalifica                                                                     | Single match                                                                | 03:02  |
| 10 | The Minnesota Wrecking Crew (Ole e Arn Anderson) (c) sconfiggono Wahoo McDaniel e Billy Jack Haynes                                      | Tag team match per i NWA National Tag Team Championship                     | 09:00  |
| 11 | Jimmy Valiant e Miss Atlanta Lively (con Big Mama) sconfiggono The Midnight Express (Bobby Eaton e Dennis Condrey) (con Jim Cornette)    | Atlanta Street Fight                                                        | 06:36  |
| 12 | Dusty Rhodes sconfigge Ric Flair (c) (risultato poi commutato in vittoria per squalifica)                                                | Single match per il NWA World Heavyweight Championship                      | 22:08  |

## Conseguenze
Dopo Starrcade, la vittoria di Dusty Rhodes venne "impugnata" da Tommy Young. Il risultato finale del match venne così modificato in una vittoria di Rhodes per squalifica a causa delle interferenze da parte di Arn Anderson, e quindi Ric Flair mantenne il titolo NWA World Heavyweight Championship. Poco tempo dopo, nel gennaio 1986, Flair formò i Four Horsemen con Arn Anderson, Ole Anderson e Tully Blanchard, insieme a James J. Dillon come manager. I Four Horsemen divennero in seguito una delle più grandi stable di wrestling di sempre. Flair, insieme ai Four Horsemen, continuò il feud con Rhodes, che proseguì per gran parte degli anni ottanta. Rhodes vinse il titolo per la terza ed ultima volta sconfiggendo Flair durante il ppv Great American Bash del 1986, ma Ric lo riconquistò poco tempo dopo. La rivalità tra Flair e Rhodes fu una delle più celebri nel mondo del wrestling.
Baby Doll fu ricusata da Tully Blanchard come valletta, e quindi divenne la valletta di Dusty Rhodes per gran parte del 1986. Ole Anderson si infortunò (kayfabe) in un match con Dusty Rhodes e i Road Warriors. L'episodio ebbe come conseguenza di rendere vacanti i titoli National Tag Team, poi diventati NWA United States Tag Team Championship, e Anderson non tornò sul ring fino al giugno 1986. Buddy Landel venne licenziato e il titolo National Heavyweight fu consegnato d'ufficio a Dusty Rhodes, e poi unificato nel 1986 con lo United States Heavyweight Championship. Terry Taylor si trasferì nella Mid-South, in seguito diventata UWF e divenne una delle star della compagnia. Krusher Khrushchev perse il titolo Mid-Atlantic Heavyweight in favore di Sam Houston nel gennaio 1986 e nel processo si infortunò (realmente) a un ginocchio, cosa che lo costrinse a stare lontano dal ring per sei mesi, mentre Houston avrebbe poi perso la cintura con Black Bart. Nel 1986 Ron Bass, Billy Jack Haynes e Superstar Billy Graham passarono tutti alla WWF.
I Rock & Roll Express e i Midnight Express riesumarono il proprio feud cominciato nella Mid-South Wrestling. Jimmy Valiant proseguì la faida con Paul Jones, formando la stable "Army" con The Barbarian, Baron Von Raschke, Teijho Khan e Pistol Pez Whatley.